# STAR WARS：天行者的崛起
《STAR WARS：天行者的崛起》（英語：Star Wars: The Rise of Skywalker），也通稱作《星際大戰九部曲：天行者的崛起》（Star Wars: Episode IX – The Rise of Skywalker）是一部於2019年上映的美國太空歌劇科幻電影，由J·J·亞柏拉罕執導，並與克里斯·泰瑞歐共同編寫劇本。本片為2017年電影《STAR WARS：最後的絕地武士》的續集，「星際大戰後傳三部曲」的第三部作品，同時是「天行者傳奇」的第九部作品以及最終章。電影由盧卡斯影業和壞機器人製片公司製作，華特迪士尼工作室電影發行。主要演員包括嘉莉·費雪、馬克·漢米爾、亞當·崔佛、黛西·蕾德莉、約翰·波耶加、奧斯卡·伊薩克、安東尼·丹尼爾斯、娜歐蜜·艾基、多姆納爾·格里森、理查·E·格蘭特、露琵塔·尼詠歐、凱莉·羅素、喬納斯·蘇歐塔摩、凱莉·瑪麗·陳、伊恩·麥卡達米和比利·迪·威廉斯。
華特迪士尼公司於2012年收購盧卡斯影業後，同時宣佈了《星際大戰》後傳三部曲電影的計劃。2015年8月，宣佈柯林·崔佛洛擔任電影導演。2017年9月，崔佛洛宣佈退出製作，並在稍後公佈改由亞柏拉罕執導電影。主體拍攝於2018年8月初在倫敦松林製片廠進行，並在2019年2月殺青。
《STAR WARS：天行者的崛起》最先於2019年12月16日在洛杉磯進行全球首映，並於2019年12月20日在美國上映。

## 劇情
在抵抗勢力成功逃脫第一軍團追捕的一年後，第一軍團最高領袖凱羅·忍帶領部隊繼續鎮壓其他星球的反抗時，他藉著找到的西斯尋路儀而意識到有股龐大的黑暗原力潛藏在「未知區域」深處，他循着線索最終在「未知領域」深處的艾克西格星（Exegol）上一個陰暗而龐大的建築內找到了這股黑暗力量的源頭：原本應該死了三十多年的銀河帝國皇帝白卜庭，這位銀河帝國皇帝自此正式向全銀河宣告自己尚在人世，凱羅·忍其後與其達成協議，等到凱羅·忍把最後的絕地武士芮殺掉後，藏匿於該星球的西斯艦隊「最終軍團」將納入第一軍團麾下，凱羅·忍會成為新銀河帝國的皇帝。
藉由對第一軍團現任最高領袖強行奪權的不滿而暗中支援抵抗勢力的間諜: 赫斯將軍刻意涉露的機密情報下，抵抗勢力得知白卜庭的陰謀並決心要除掉白卜庭以阻止帝國捲土重來，於是芮、芬恩、波·戴姆倫、BB-8與丘巴卡及C-3PO駕駛千年鷹，一路行經帕薩納星（Passanna）、奇基米星（Kijimi）和凱夫伯星（Kef Bir）追查通往艾克西格星的線索，卻在這之中逐漸揭開了芮的身世。凱羅·忍向芮告知她的真實身分是皇帝的孫女，與身為黑武士之外孫的自己合起來便呈現了原力的二元性；凱羅·忍早已察覺白卜庭純粹只是利用自己來激發芮的真正本性，但凱羅·忍則希望能與芮聯手消滅皇帝來一起統治銀河。
芮拒絕凱羅·忍後與其在死星二號的遺跡上展開光劍激戰，途中莉亞·歐嘉納以原力勸導兒子回頭，最後力竭而亡。原本佔到上風的凱羅·忍因感應到母親之死而大受動搖，被芮趁隙刺中一劍，而芮對凱羅·忍仍舊懷有光明的希望，就用原力治癒了對方。芮恐懼於自己乃是白卜庭的後代，更看到自己將成為西斯的幻象，於是搶走凱羅·忍的鈦戰機前去阿奇托星（Ahch-To）隱居。
凱羅·忍受到莉亞與芮的原力影響，還見到父親韓·索羅的幻影得到其原諒，因此回歸光明面恢復為班·索羅。阿奇托星上，路克·天行者以絕地英靈的姿態向芮開導，能定義自身的不是血統而是做出的選擇，並將莉亞在絕地學徒時期使用的光劍交給芮。芮振作後駕駛路克的X翼戰機，藉著凱羅·忍鈦戰機中的西斯尋路儀航向艾克西格星，並劃出安全的航線傳送給R2-D2，收到該訊息的抵抗勢力及藍多·卡利森便從全銀河召集舊反抗軍同盟和新共和國艦隊殘部向西斯艦隊發動大反攻。
芮前往艾克西格星面對白卜庭，班隨後到達打敗了改效忠於皇帝的忍武士團前往支援芮。在芮拒絕白卜庭希望她成為西斯女皇的提議後，白卜庭從芮與班兩人身上吸取二元性的原力而使自己恢復到前所未有的強大程度，僅憑一人之力的原力閃電就癱瘓了抵抗勢力的全數船艦。遭白卜庭吸取原力而虛弱的芮，望著天空中反抗軍同盟已逐漸居於劣勢的戰況，突然從上千世代的絕地英靈呼喚聲中得到鼓勵奮力站起，以天行者家族的兩把光劍將白卜庭的原力閃電給反彈回去，終究消滅了白卜庭。芮氣力放盡瀕亡，早已身受重傷的班把自己的生命用原力以吻的方式傳送給芮，代替她面對了死亡的命運，並幻化為絕地英靈。
抵抗勢力與盟友擊敗了西斯艦隊，全銀河各地的星球和新共和國殘部跟著紛紛起義推翻了第一軍團的統治，成功阻止了銀河帝國的回歸。最後芮來到塔圖因星的路克故居旁，將安納金及莉亞兩人的光劍埋藏於此。然後有個路人過來問芮高姓大名，在絕地英靈路克和莉亞的承認下，芮繼承其姓氏改名為「芮·天行者」，她手中亮出自己製作的金黃色光劍，誓言將以絕地武士身分守護並延續絕地的信仰。

## 演員
- 嘉莉·費雪 飾 莉亞·歐嘉納將軍（General Leia Organa）[1]
- 馬克·漢米爾 飾 路克·天行者（Luke Skywalker）[1]
- 亞當·崔佛 飾 班·索羅／凱羅·忍（Ben Solo / Kylo Ren）[6]
- 黛西·蕾德莉 飾 芮（Rey）[6]
- 約翰·波耶加 飾 芬恩（Finn）[6]
- 奧斯卡·伊薩克 飾 波·戴姆倫（Poe Dameron）[6]
- 安東尼·丹尼爾斯 飾 C-3PO[1]
- 娜歐蜜·艾基 飾 珍娜（Jannah）[1]
- 多姆納爾·格里森 飾 赫斯將軍（General Hux）[1]
- 理查·E·格蘭特 飾 忠誠將軍普萊德（Allegiant General Pryde）[1]
- 露琵塔·尼詠歐 飾 瑪茲·卡娜塔（英语：Maz Kanata）[1]
- 凱莉·羅素 飾 佐麗·布里斯（Zorii Bliss）[7]
- 喬納斯·蘇歐塔摩（英语：Joonas Suotamo） 飾 丘巴卡（Chewbacca）[1]
- 凱莉·瑪麗·陳 飾 蘿絲·緹克（英语：Rose Tico）[1]
- 伊恩·麥卡達米（英语：Ian McDiarmid） 飾 白卜庭／達斯·西帝（Palpatine / Darth Sidious）[8]
- 比利·迪·威廉斯 飾 藍多·卡利森（Lando Calrissian）[9][1]

此外，多米尼克·莫納漢飾演抵抗勢力的成員。布萊恩·赫林（Brian Herring）、比莉·盧德、吉米·巍、葛瑞·葛蘭伯和魏吉·安地列斯回歸出演電影，分別飾演BB-8、康妮克斯中尉、R2-D2、特明·「快嘴」·韋克斯利以及丹尼斯·勞森（Denis Lawson）。哈里遜·福特也回歸客串演出韓·索羅一角。傑夫·格爾林和凱文·史密斯客串演出。安迪·瑟克斯和詹姆士·厄爾·瓊斯客串聲演最高領導人史諾克（Supreme Leader Snoke）及達斯·維達（Darth Vader）。海登·克里斯坦森客串聲演安納金·天行者、法蘭克·歐茲客串聲演尤達、山繆·傑克森客串聲演魅使·雲度、伊旺·麥奎格及亞歷·堅尼斯（運用過去系列作品語音檔）客串聲演歐比王·肯諾比、連恩·尼遜客串聲演魁剛·金。

## 製作

### 發展
2012年10月，《星際大戰》的創作者喬治·盧卡斯將自己的公司盧卡斯影業以及《星球大戰》系列的版權賣給華特迪士尼公司。迪士尼宣佈《星際大戰後傳三部曲》的電影計劃。2015年8月，宣佈柯林·崔佛洛擔任電影導演，並與德瑞克·康諾利共同編寫劇本。原先宣佈由《STAR WARS：最後的絕地武士》導演莱恩·约翰逊編劇，然而在2017年4月，強生表示他不會參與電影劇本的編寫，聲稱這是「舊資訊」。在2016年2月，迪士尼執行長羅伯特·艾格證實第九集的前期製作已經開始。
2016年12月，嘉莉·費雪去世後，據《綜藝》和《路透社》報導，費雪將在第九集擔任重要角色。盧卡斯影業、迪士尼和其他有參與該電影的人並沒有透露他們計劃如何解決費雪死亡的問題，以及她在電影中扮演什麼角色。2017年1月，盧卡斯影業表示，目前還沒有計劃費雪以電腦成像演出。同年4月，費雪的弟弟陶德·費雪透露，他和費雪的女兒比莉·盧德授權迪士尼和盧卡斯影業在電影中使用費雪最近的錄像，並不使用電腦成像演出。儘管如此，甘迺迪表示費雪不會出現在電影中。月底，迪士尼宣佈電影將於2019年5月24日上映。一個月後，拍攝預計將於2018年1月開始。
2017年8月，據說傑克·索恩將重寫劇本。2017年9月5日，盧卡斯影業發佈聲明表示崔佛洛由於創作分歧而退出製作。據報導，在崔佛洛獲得了多次編寫劇本草稿的機會之後，崔佛洛和甘迺迪的關係變得「難以管理」。強生被認為是取代崔佛洛擔任導演的首選，但他表示「我從未計劃過執導第九集」。一個星期後，宣佈《STAR WARS：原力覺醒》導演J·J·亞柏拉罕將回歸執導第九集。亞柏拉罕也與克里斯·泰瑞歐共同編寫劇本，而且與甘迺迪和蜜雪兒·雷伊萬共同製片。迪士尼也將該電影的上映日期推遲至2019年12月20日。

### 拍攝
主體拍攝於2018年8月1日在倫敦松林製片廠開始進行。劇組也在約旦的瓦地伦取景。演員奧斯卡·伊薩克表示，比起前兩作，導演亞柏拉罕這次能接受更多演員的即興演出。由於時間緊迫，部分剪輯作業直接與拍片同步進行。2019年1月28日，飾演C-3PO的安東尼·丹尼爾斯完工。2019年2月15日，該片的主體拍攝結束。

### 後期製作
該片的視覺效果由光影魔幻工業打造，羅傑·蓋耶特擔任總監。此外，由於飾演莉亞將軍的演員嘉莉·費雪已在2016年過世，因此該作品將使用前兩部作品未使用的片段並輔以特效的方式讓角色完整走完劇情。

## 音樂
2018年1月10日，據報導約翰·威廉斯回歸為第九集進行配樂。下個月，威廉斯宣布第九集將是最後一部他為《星際大戰》配樂的電影。

## 發行
《STAR WARS：天行者的崛起》原定於2019年5月24日上映，後延遲至2019年12月20日上映。

### 評價
《STAR WARS：天行者的崛起》在影評界及觀眾間整體獲得了褒貶不一的評價。爛番茄根據486條評論，獲得51%的新鮮度，平均得分6.15／10，觀眾投票獲得86%的分數，平均得分為4.31／5；該網站共識：「《STAR WARS：天行者的崛起》令人沮喪地缺乏想像力，但仍以對忠實粉絲的奉獻來結束這一備受喜愛的傳奇。」。在Metacritic上，電影獲得了53分。

### 票房
《STAR WARS：天行者的崛起》的預售票已於2019年10月21日開售，該片在發售的第一個小時內售票量就超過了先前的記錄保持者《復仇者聯盟：終局之戰》。它成為Atom Tickets網站史上第二高的首日銷售記錄，僅次於《終局之戰》，售出的門票數是《最後的絕地武士》在同一時期銷量的兩倍以上，而Fandango報導其銷量超越了之前所有的《星際大戰》電影。外界預估《天行者的崛起》在上映首週末能獲得約2.05億美元的票房佳績，雖然有些公司預估是接近1.75億美元。該片首日票房達9000萬美元，其中包括週四晚間預售的4000萬美元，成為史上第六高的開盤日成績。首週末票房達1.774億美元，是自12月份以來的第三高記錄，也是史上最高的12月電影。該片在聖誕節賺了3200萬美元。
《天行者的崛起》在全球首映週末預估票房約為4.5億美元，其中包括來自國際市場的2.5億美元。從在四十六個國家及地區上映的第一天起，該片就賺了5910萬美元。最大的市場是英國（830萬美元）、德國（720萬美元）、法國（530萬美元）和澳大利亞（430萬美元）。在中國，《星際大戰》從未獲得高反響，加上习近平政府在打击境外文化作品，使該片在首日僅賺了160萬美元（約人民幣1160萬元）。
台灣方面，該片首日票房為新台幣1350萬元；首週五天票房為新台幣4037萬元；次週票房累計至新台幣6255萬元；第三週票房累計至新台幣7540萬元；第四週票房累計至新台幣7948萬元。
| 上一届： 《野蠻遊戲：全面晉級》      | 2019年美國週末票房冠軍 第51-52週 | 下一届： 《STAR WARS：天行者的崛起》 |
| 上一届： 《STAR WARS：天行者的崛起》 | 2020年美國週末票房冠軍 第1週     | 下一届： 《1917》                    |
| 上一届： 《逃出魔幻紀：霸氣升呢》    | 2019年香港一週票房冠軍 第51週    | 下一届： 《葉問4》                   |

## 外部連結
- 互联网电影数据库（IMDb）上《STAR WARS：天行者的崛起》的资料（英文）
- Box Office Mojo上《STAR WARS：天行者的崛起》的資料（英文）
- Metacritic上《STAR WARS：天行者的崛起》的資料（英文）
- 爛番茄上《STAR WARS：天行者的崛起》的資料（英文）
- AllMovie上《STAR WARS：天行者的崛起》的资料（英文）
- 開眼電影網上《STAR WARS：天行者的崛起》的資料（繁體中文）
- Yahoo奇摩電影上《STAR WARS：天行者的崛起》的資料（繁體中文）
- 雅虎香港電影上《STAR WARS：天行者的崛起》的資料（繁體中文）
- 时光网上《STAR WARS：天行者的崛起》的資料（简体中文）
- 豆瓣电影上《STAR WARS：天行者的崛起》的資料 （简体中文）